# マイケル・ロート
- マイケル・ロス

マイケル・トーマス・ロート（Michael Thomas Roth, 1990年2月15日 - ）は、アメリカ合衆国・サウスカロライナ州グリア出身の元プロ野球選手（投手）。左投左打。
メディアによっては「マイケル・ロス」とも表記される。

## 経歴

### プロ入り前
2011年のMLBドラフト31巡目（全体938位）でクリーブランド・インディアンスから指名されたが拒否。

### プロ入りとエンゼルス時代
2012年のMLBドラフト9巡目（全体297位）でロサンゼルス・エンゼルス・オブ・アナハイムから指名され、プロ入り。契約後、傘下のパイオニアリーグのルーキー級オレム・オウルズでプロデビューし、11試合（先発9試合）に登板して0勝2敗・防御率4.91・21奪三振の成績を残した。同年9月16日に第3回WBC予選のイギリス代表に選出された事が発表された。
2013年はAA級アーカンソー・トラベラーズで開幕を迎え、4月13日にエンゼルスとメジャー契約を結び、同日のヒューストン・アストロズ戦でメジャーデビュー。3点ビハインドの8回表から登板し、2回を無安打無失点4奪三振に抑え、9回裏にエンゼルスがサヨナラ勝ちしたため、メジャー初勝利を挙げた。4月30日にAA級アーカンソーへ降格した。5月10日に再昇格したが、5月16日にAAA級ソルトレイク・ビーズへ降格した。6月27日に再びメジャーへ昇格の後、7月23日に再び降格した。この年は15試合に登板し、1勝1敗・防御率7.20だった。
2014年はAA級アーカンソーで開幕を迎えた。4月27日にDFAとなり、5月1日に40人枠を外れる形でAA級アーカンソーへ降格した。7月5日にエンゼルスとメジャー契約を結んだ。この年は7試合に登板し、1勝0敗・防御率8.76だった。オフの11月20日にDFAとなり、26日にFAとなった。

### インディアンス傘下時代
2015年1月6日にインディアンスとマイナー契約を結んだ。この年は傘下のAAA級コロンバス・クリッパーズでプレーし、31試合に登板して9勝9敗・防御率4.85の成績を残した。オフの10月5日にFAとなった。

### レンジャーズ時代
2016年2月21日にテキサス・レンジャーズとマイナー契約を結んだ。開幕は傘下のAAA級ラウンドロック・エクスプレスで迎え、7月3日にメジャー契約を結んで25人枠入りした。9月11日にDFAとなり、17日に40人枠外となった。10月3日にFAとなった。

### ジャイアンツ傘下時代
2016年11月14日にサンフランシスコ・ジャイアンツとマイナー契約を結んだ。2017年シーズン開幕はAAA級サクラメント・リバーキャッツで迎え、が7月2日に自由契約となった。

### レイズ傘下時代
2017年7月9日、タンパベイ・レイズとマイナー契約を結び、AAA級ダーラム・ブルズに配属された。オフの11月6日にFAとなった。

### カブス傘下時代
2018年1月26日にシカゴ・カブスとマイナー契約を結び、スプリングトレーニングに招待選手として参加することになった。開幕後はAAA級アイオワ・カブスに配属された。

### レンジャーズ傘下時代
2018年5月25日にテキサス・レンジャーズとマイナー契約を結んだ。傘下AAA級ラウンドロック・エクスプレスに配属され、14試合に登板して5勝5敗、防御率4.90の成績を残したが、メジャー昇格の機会はなかった。8月14日に自由契約となった。この年のオフにドミニカのウィンターリーグに参加したのを最後に現役を引退した。

### 現役引退後
2019年ヨーロッパ野球選手権大会にイギリス代表として出場した。

## 詳細情報

### 年度別投手成績
| 年 度    | 球 団    | 登 板 | 先 発 | 完 投 | 完 封 | 無 四 球 | 勝 利 | 敗 戦 | セ 丨 ブ | ホ 丨 ル ド | 勝 率 | 打 者 | 投 球 回 | 被 安 打 | 被 本 塁 打 | 与 四 球 | 敬 遠 | 与 死 球 | 奪 三 振 | 暴 投 | ボ 丨 ク | 失 点 | 自 責 点 | 防 御 率 | W H I P |
| -------- | -------- | ----- | ----- | ----- | ----- | -------- | ----- | ----- | -------- | ----------- | ----- | ----- | -------- | -------- | ----------- | -------- | ----- | -------- | -------- | ----- | -------- | ----- | -------- | -------- | ------- |
| 2013     | LAA      | 15    | 1     | 0     | 0     | 0        | 1     | 1     | 0        | 0           | .500  | 89    | 20.0     | 24       | 0           | 6        | 0     | 1        | 17       | 2     | 0        | 16    | 16       | 7.20     | 1.50    |
| 2014     | LAA      | 7     | 0     | 0     | 0     | 0        | 1     | 0     | 0        | 0           | 1.000 | 60    | 12.1     | 16       | 2           | 9        | 2     | 3        | 9        | 0     | 0        | 12    | 12       | 8.76     | 2.03    |
| 2016     | TEX      | 1     | 0     | 0     | 0     | 0        | 0     | 0     | 0        | 0           | ----  | 22    | 3.2      | 10       | 3           | 1        | 0     | 0        | 3        | 0     | 0        | 6     | 6        | 14.73    | 3.00    |
| MLB：3年 | MLB：3年 | 23    | 1     | 0     | 0     | 0        | 2     | 1     | 0        | 0           | .667  | 171   | 36.0     | 50       | 5           | 16       | 2     | 4        | 29       | 2     | 0        | 34    | 34       | 8.50     | 1.83    |

### 背番号
- 51（2013年）
- 41（2014年）
- 53（2016年）

### 代表歴
- 2013 ワールド・ベースボール・クラシック・イギリス代表